# Farfantepenaeus
Farfantepenaeus é um género de camarões, comummente conhecidos como camarões-rosa, da família dos Peneídeos. Contém oito espécies que antes estavam incluídas no género Penaeus. Foi apresentado como género pela primeira vez em 1972 por Rudolf N. Burukovsky, se, contudo, ter apresentado a necessária designação de espécie tipo. Esta situação foi corrigida pelo mesmo autor em 1997. O nome Farfantepenaeus é uma homenagem à carcinologista cubana Isabel Pérez Farfante.

## Espécies
- Farfantepenaeus aztecus – camarão-café-do-norte[6]
- Farfantepenaeus brasiliensis – camarão-rosa[7]
- Farfantepenaeus brevirostris – camarão-cristal[6]
- Farfantepenaeus californiensis – camarão-pata-amarela[6]
- Farfantepenaeus duorarum – camarão-rosado-do-norte[6]
- Farfantepenaeus notialis – camarão-rosado-do-sul[6]
- Farfantepenaeus paulensis – camarão-rosa[8]
- Farfantepenaeus subtilis – camarão-lixo[9]